# Меченки
Меченки —  село в Україні, у Пирятинській міській громаді Лубенського району Полтавської області. Населення становить 42 особи.

## Географія
Село Меченки знаходиться між річками Удай і Перевід (1-2 км), на відстані 1 км від сіл Леляки та 
Кейбалівка. Поруч проходить автомобільна дорога Т 2501.

## Історія
1912 — дата заснування.
12 червня 2020 року, відповідно до розпорядження Кабінету Міністрів України № 721-р «Про визначення адміністративних центрів та затвердження територій територіальних громад Полтавської області», село увійшло до складу Пирятинської міської громади.
19 липня 2020 року, в результаті адміністративно - територіальної реформи та ліквідації Питятинського району, село увійшло до складу новоутвореного Лубенського району.

## Населення
Згідно з переписом УРСР 1989 року чисельність наявного населення села становила 102 особи, з яких 33 чоловіки та 69 жінок.
За переписом населення України 2001 року в селі мешкало 86 осіб.

### Мова
Розподіл населення за рідною мовою за даними перепису 2001 року:
| Мова       | Відсоток |
| ---------- | -------- |
| українська | 96,51 %  |
| російська  | 2,33 %   |
| польська   | 1,16 %   |